# Timoc

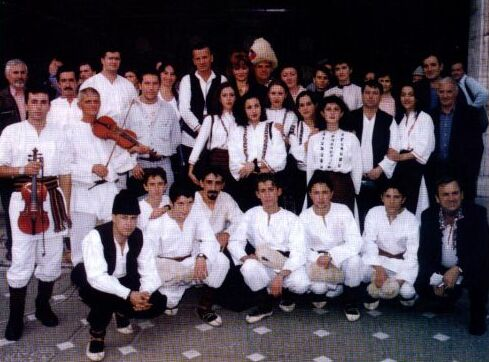
Români din Iabucovăț (Serbia) în costume populare

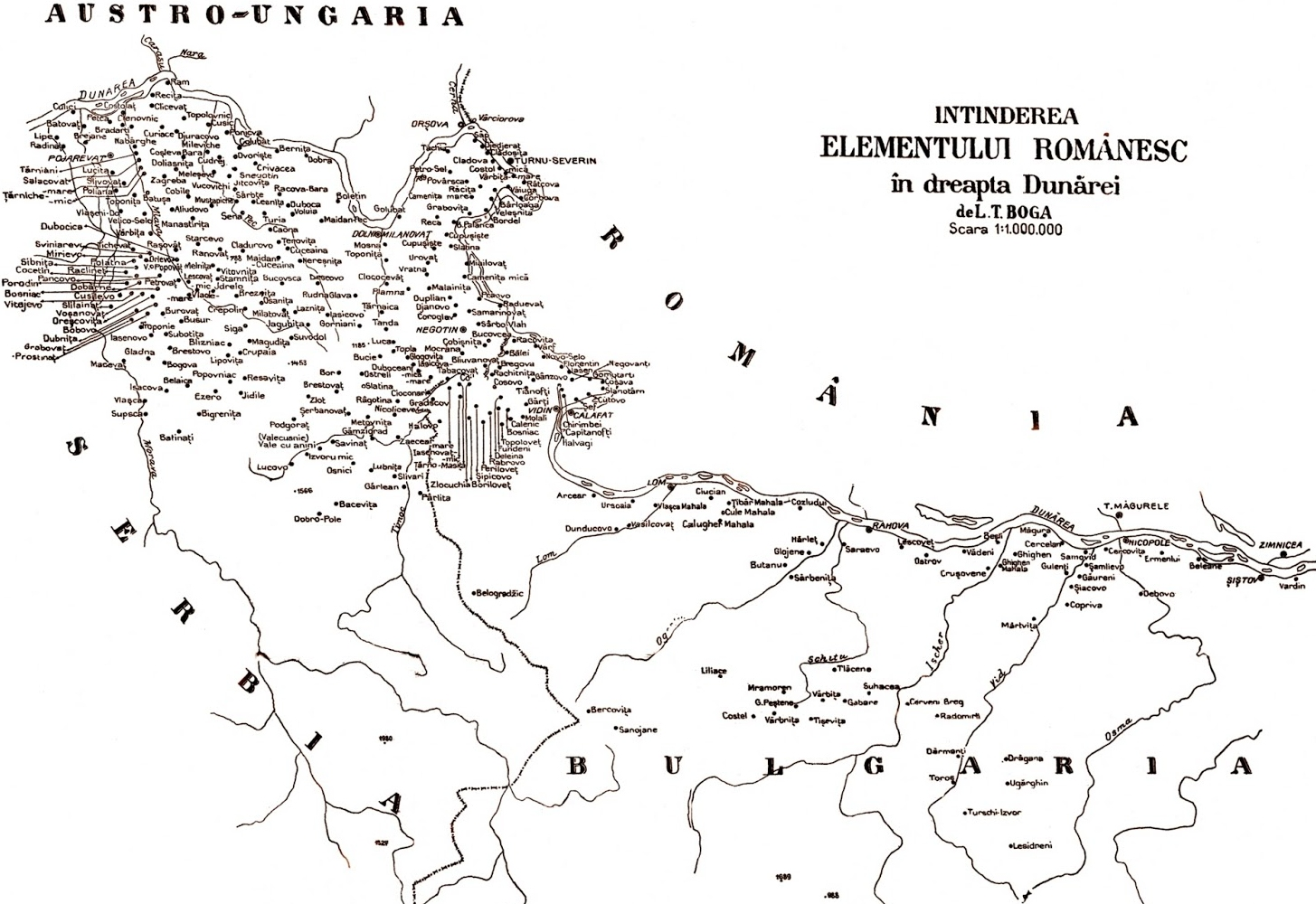
Românii din Serbia și Bulgaria (1910)

Timocul, cunoscut local ca Timacul, Valea Timocului sau „capătul„ Craina Timocului (în sârbă Тимочка Крајина / Timočka Krajina), este o regiune ('krajna') situată în nordul Peninsulei Balcanice cuprinzând estul Serbiei și nord-vestul Bulgariei, de-a lungul văii râului Timoc și în zonele montane adiacente. Include părți din districtele sârbești Braničevo, Bor și Zaječar, precum și regiunea bulgară Vidin. Istoric, regiunea a fost denumită Tribalia, după tribul antic al tribalilor, o ramură a dacilor care a trăit în nord-vestul Bulgariei de astăzi, și Podunavia (Sub-Dunăreana) în Evul Mediu. 
În această regiune trăiește o importantă populație românească, numită de către sârbi și bulgari „rumuni” sau „vlași” (vlahi). Conform recensământului sârbesc din 2011, această comunitate număra 35.330 de persoane, în timp ce asociațiile românilor din Timoc estimează că ar fi circa 300.000.
O altă importantă comunitate românească din Serbia este cea a românilor din Voivodina. Spre deosebire de situația celor din Timoc, aceștia se bucură de numeroase drepturi politice și sociale, inclusiv reprezentare în viața administrativă și politică, școli în limba română, biserici (ortodoxe și greco-catolice) cu slujbe în limba română, redacții și emisiuni în limba română, precum și presă scrisă în limba română.

## Istorie

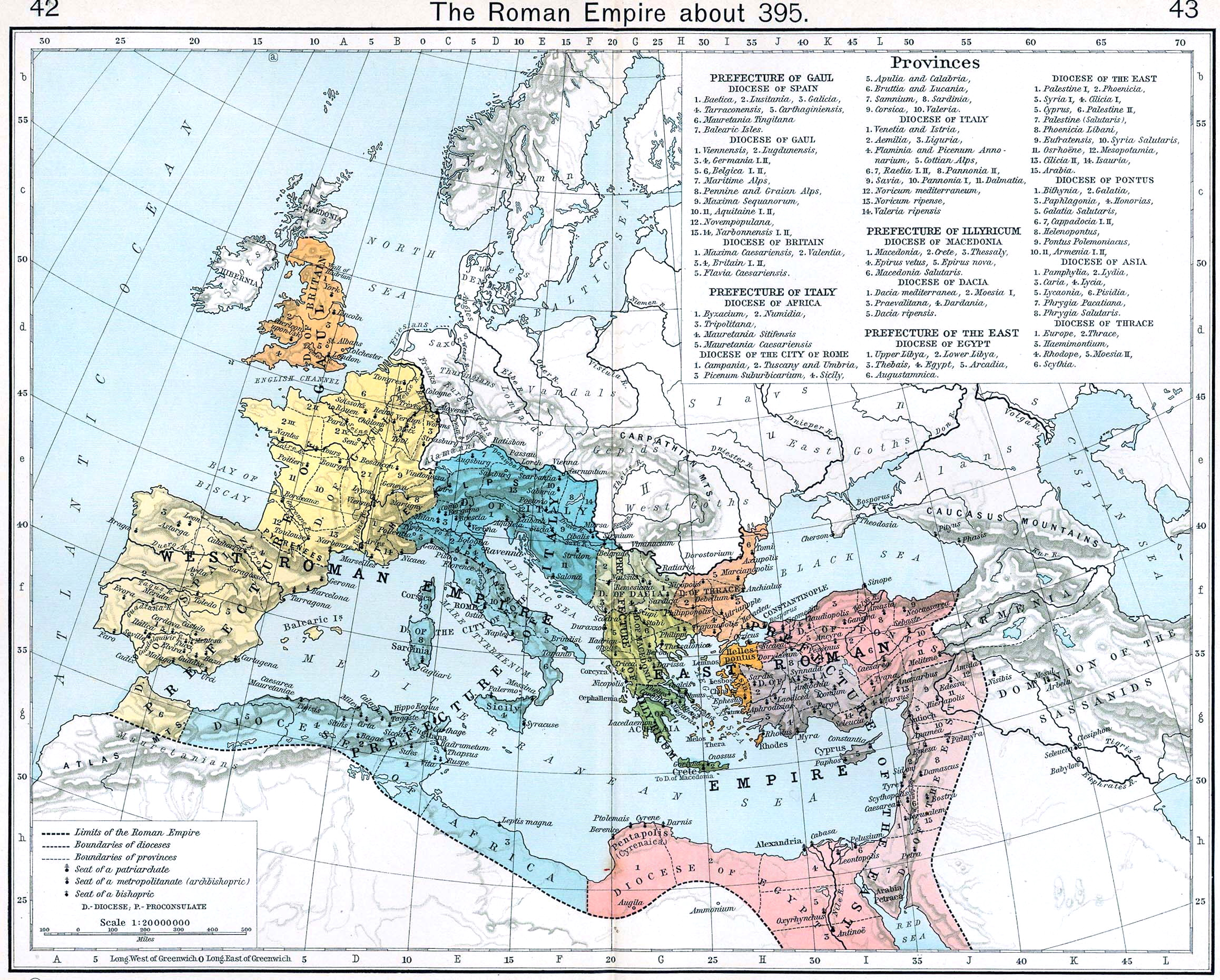
În secolul al IV-lea, Valea Timocului făcea parte din Dioceza Dacia, respectiv din provincia Dacia Ripensis. Anterior, regiunile Valea Timocului si Valea Moravei au făcut parte din provincia romană Moesia. În total, aceasta zonă a făcut parte din Imperiul Roman timp de aproximativ 500 de ani, adică de 3 ori mai mult decât zona de la nord de Dunăre.

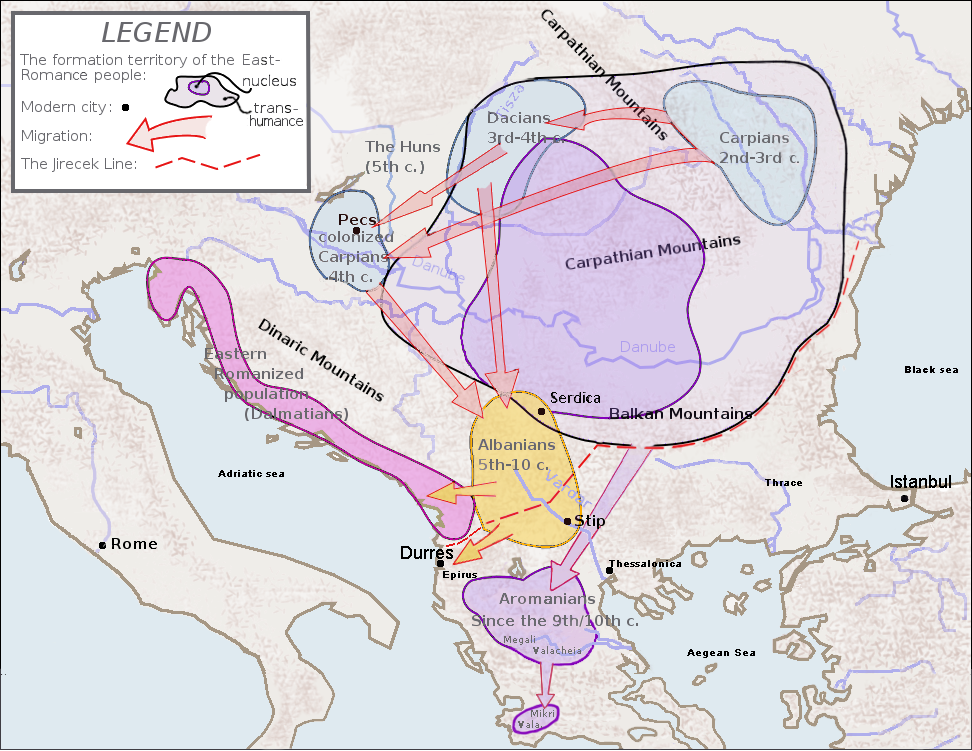
Estul Serbiei este o parte a vetrei străromâne

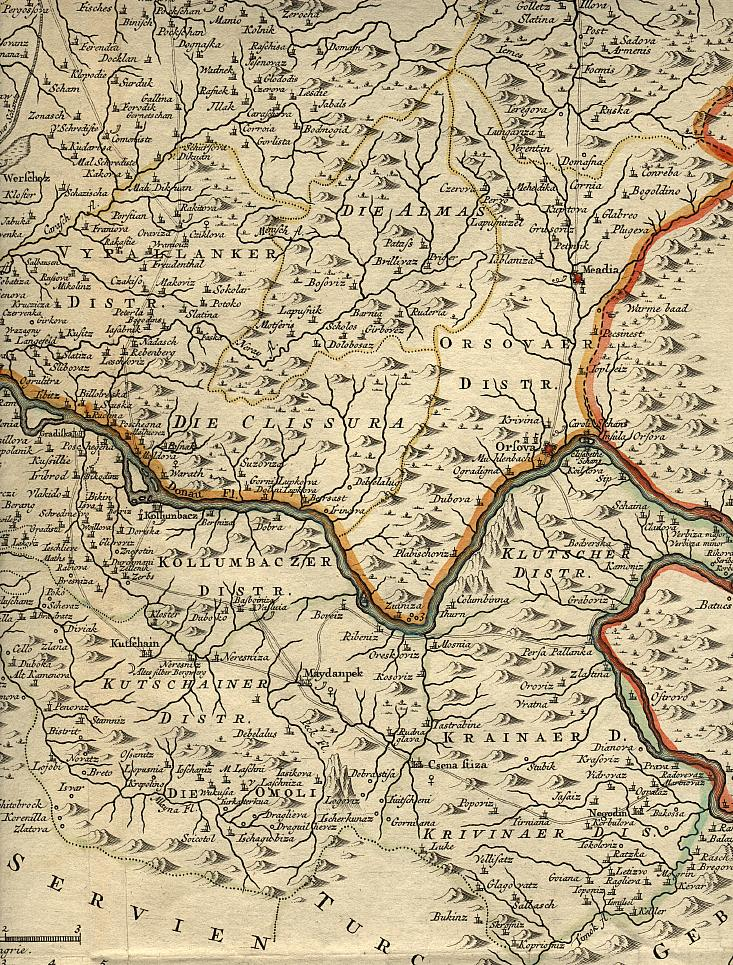
Regiunea dintre râurile Timoc și Morava în 1740

În mileniul I î.Hr., regiunea Morava-Timoc era populată de diverse triburi trace, printre care și tribalii. În secolul al IV-lea î.Hr., la populația autohtonă s-au adăugat celții scordisci. În perioada 60–44 î.Hr, teritoriul a fost inclus în statul dac condus de Burebista. În anul 29 î.Hr., zona a fost cucerită de romani și inclusă în provincia Moesia. Administrația romană menționează triburile Timaci și Timachi între Naissus și Dunăre (Lederata), în toată regiunea muntoasă descrisă de râurile Timocul Alb, Timocul Negru și Timocul Repede. A fost construită o cale romană spre Dunăre și Dacia, care apare și pe harta Tabula Peutingeriana. O consecință importantă a stăpânirii romane a fost romanizarea populației autohtone. După retragerea administrației romane din teritoriile de la nord de Dunăre în 271 („Retragerea aureliană”), cea mai mare parte a regiunii a fost inclusă în noile provincii Dacia Ripensis și Dacia Mediterranea. Aici s-a stabilit o parte din populația fostei provincii Dacia.
Împăratul roman Galerius s-a născut în această regiune, pe moșia familiei sale, unde a construit înainte de moarte palatul fortificat Felix Romuliana, dedicat mamei sale, Romula (astăzi în satul Gamzigrad), în apropiere de actualul oraș Zaječar. La aproximativ 60 km sud-est, spre Dii/Vidin, s-a născut nepotul său, viitorul împărat Maximinus Daia.
Odată cu evoluția Imperiului Roman de Răsărit spre un stat creștin și invazia slavilor din secolele al V-lea–al VII-lea, a început perioada bizantină. După stabilirea slavilor, teritoriul a fost inclus în Primul Țarat Bulgar, care a adoptat creștinismul sub țarul Boris I în 864. Liturghia creștină a preluat atunci limba slavonă, zona fiind sub obediența patriarhatelor de la Peć și Ohrid.

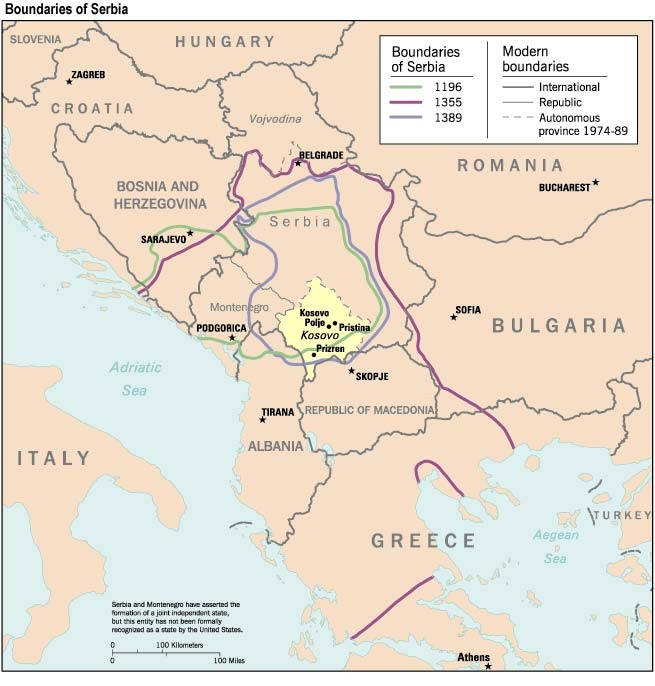
Limitele Serbiei medievale. Timocul nu a aparținut niciodată în întregime vreunui stat sârbesc, iar vestul regiunii doar pentru o scurtă perioadă de timp. Granița răsăriteană a Serbiei a fost, de regulă, râul Morava, iar zona a aparținut alternativ statelor bulgare, Bizanțului și apoi Imperiului Otoman

Populația romanizată s-a menținut în zonele muntoase și a fost numită de slavi Vlasi, Vlaši, Vlašić, Vlašina, Vlahina, Stari Vlah, Romanija planina etc. Aceasta s-a slavizat parțial între secolele al XIV-lea și al XIX-lea în majoritatea acestor zone, dar a rămas până în prezent în bazinul Timocului, unde se vorbește limba română. După disoluția Țaratului Bulgar, a urmat revenirea stăpânirii bizantine, apoi al Doilea Țarat Bulgar. După divizarea acestuia din urmă, teritoriul a revenit Țaratului de la Vidin.
În perioada divizării Țaratului Bulgar, pe malul stâng al Dunării, etnicii români au format diferite voievodate, constituind Țara Românească, a cărei extremitate vestică cuprindea malul opus zonei de vărsare a Timocului în Dunăre. Voievodul acestei țări de la cumpăna secolului al XV-lea, Mircea cel Bătrân, se intitula „mare voievod și domn [...] stăpânind și domnind peste toată Țara Ungrovlahiei [...] și pe amândouă părțile pe toată Podunavia...”. Unele lucrări recente localizează această „Podunavia” în zona Timocului. Acolo aveau moșii unii nobili valahi, ceea ce explică utilizarea termenului „Podunavia” („Sudul Dunării”, din slavonă) de către unii domnitori munteni din secolele următoare. Tradiția populară din Timoc menționează construirea de către Mircea a Mănăstirii Coroglași (azi Miloševo).

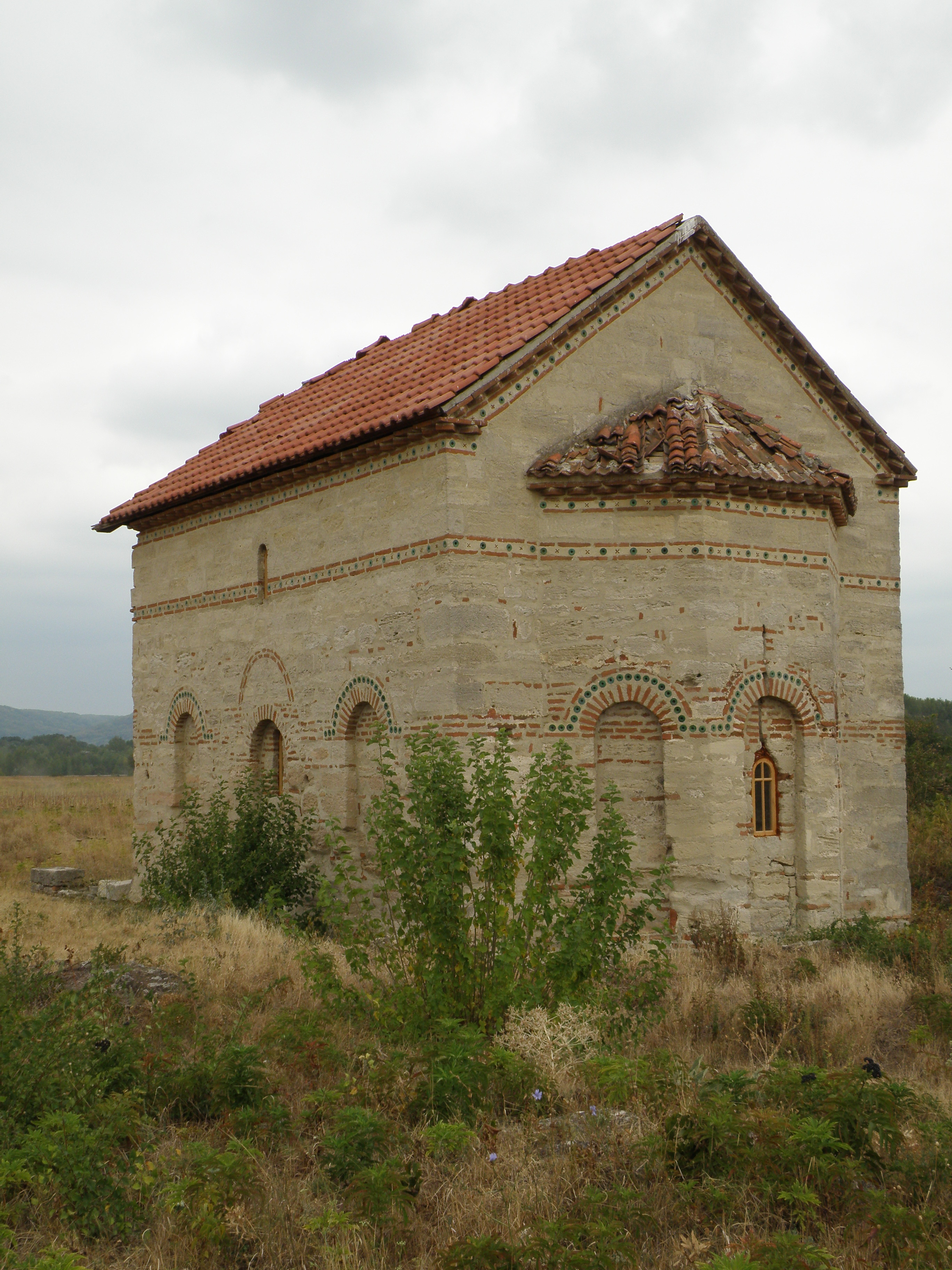
Biserica mănăstirii Coroglași, ridicată de Mircea cel Bătrân

La sfârșitul secolului al XIV-lea, Țaratul de la Vidin a intrat sub stăpânirea completă a Imperiului Otoman. Stăpânirea otomană a fost întreruptă doar de o scurtă perioadă de ocupație habsburgică între 1718 și 1739. În timpul dominației otomane, teritoriul a fost inclus într-o mare unitate administrativă, numită Eyaletul Rumeliei, care cuprindea o mare parte din Peninsula Balcanică aflată sub control otoman.
În regiunea Craina (Vranje) din sud-estul Serbiei, există următoarele toponime: Surdulica, Otulie, Danciul (Dancul), Margini (Marzini), Dealu Românilor sau Vlașki Dol, Calea Romanilor sau Vlașki Put, precum și Vlasotince, râul Vlasina și lacul Vlasina. În Vlasotince, un recensământ din 2011 indica existența a 10 familii de români.
La începutul secolului al XIX-lea, răscoalele sârbești au dus la apariția Serbiei autonome. Statul inițial format în 1817 nu se întindea până la Timoc, ci doar în apropierea Pașalâcului de la Belgrad. Însă, începând cu 1833, a cuprins și această regiune. În timpul primei răscoale sârbești împotriva turcilor (1804-1806), eroul Caragheorghe, pentru a putea stabili legătura cu trupele rusești din zona Vidinului, a solicitat populației din Timoc, care aparținea pașei de la Vidin, să se răscoale. Cu anumite ocazii, românii s-au aliat cu sârbii, însă nu aveau multe de câștigat din această politică. În alte situații, s-au opus unor răscoale, cum a fost cea condusă de haiducul Veljko Petrović. Împreună cu o armată de 3.000 de oameni, Caragheorghe a distrus atunci unele sate locuite de români, aceștia fiind alungați spre răsărit, și a cerut încă din anul 1809 ca granița răsăriteană a viitoarei Serbii să fie râul Timoc. La Pacea de la București din mai 1812, sultanul a refuzat să cedeze zonele Timocului Negru și Kraina. Astfel, până în 1833, granița răsăriteană a Serbiei era masivul muntos Homolije, neexistând astfel vecinătate cu Țara Românească.

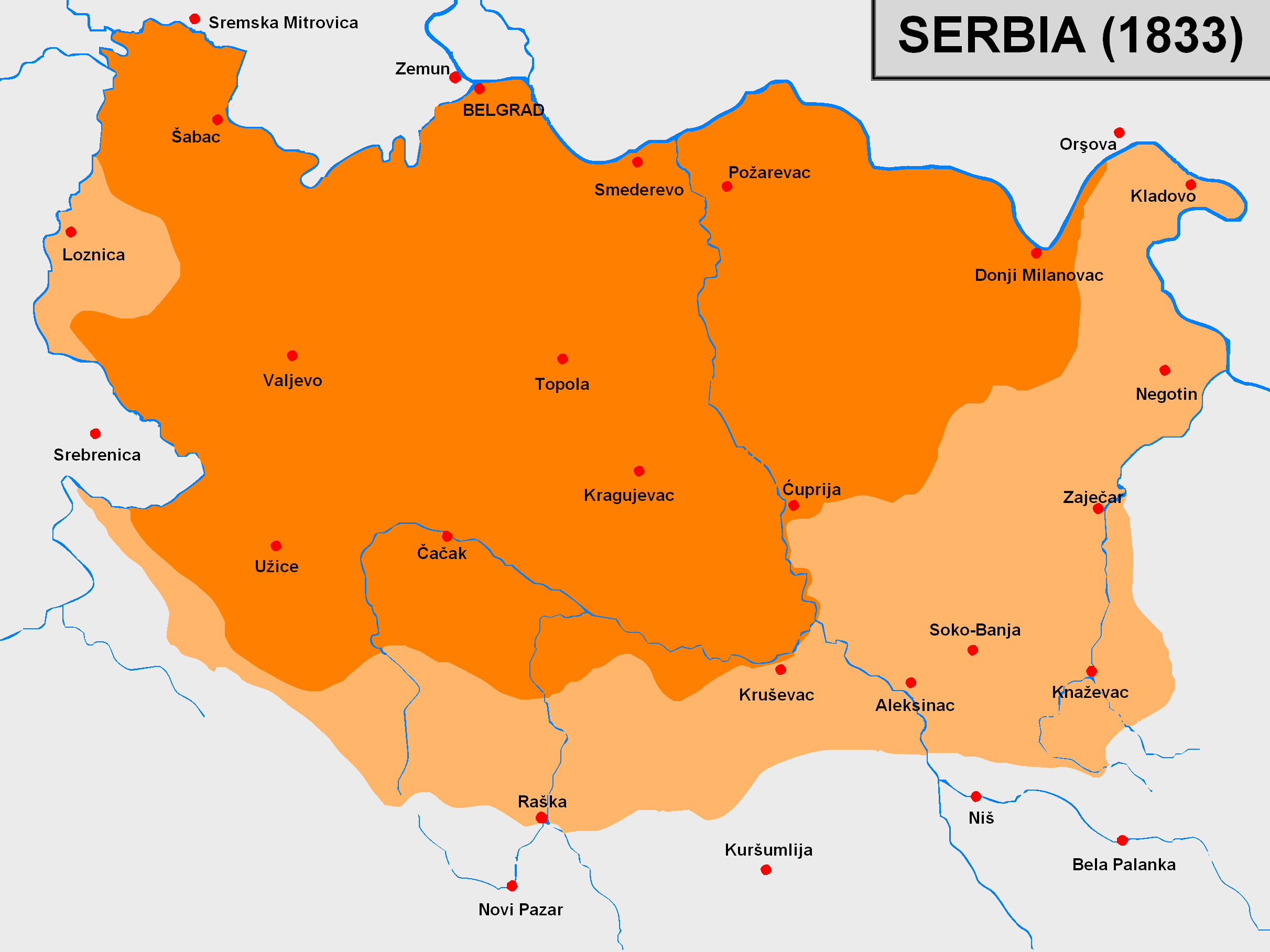
Anexiunile teritoriale ale Serbiei din 1833 în raport cu frontierele stabilite în 1817

Eroul național sârb Miloš Obrenović a reluat mișcarea de eliberare a poporului său și a obținut în aprilie 1815 extinderea limitelor Serbiei, reușind anexarea zonei locuite de românii apuseni dintre Morava de Est, ajungând la marginile Timocului, însă nu a cucerit și Timocul și Kraina. Având protecția Rusiei, la Pacea de la Adrianopol din 1829 și prin Hatișeriful din 1830, Obrenović a obținut autonomia Serbiei și a cerut anexarea Timocului și Krainei. Rusia avea trupe în Țara Românească (pe care o guverna în virtutea Regulamentului Organic), care trei ani mai târziu au intervenit și au ocupat Timocul, iar granița cu restul Imperiului Otoman a fost stabilită pe râul Timoc, separând practic regiunea într-un Timoc sârbesc și unul otoman (sau bulgăresc). De asemenea, pentru prima dată în istoria sa, un stat al sârbilor a reușit să se învecineze cu Țara Românească. Obrenović a inițiat imediat un program agresiv de asimilare forțată a românilor din Timoc, precum și a altor minorități cu prezență semnificativă în noile teritorii, cum ar fi albanezii. Dascălii români au fost înlocuiți de alții sârbi, care nu vorbeau româna. Toți locuitorii au fost forțați să-și modifice numele adăugând terminațiile „-ić”, „-ović” sau „-ević”. Procesul de asimilare forțată a etniilor nesârbe a durat zeci de ani și a crescut în intensitate și complexitate.
În 1878, Serbia a devenit stat independent, iar teritoriile otomane locuite de bulgari au obținut și ele larga autonomie de care se bucurase Serbia până atunci. 
În 1883, în timpul Răscoalei din Timoc, au avut loc confruntări între țăranii și meseriașii din regiune și trupele regulate sârbești. Răscoala a fost determinată de criza politică provocată de Nikola Pašić, liderul Partidului Radical, pe fondul abuzurilor autorităților locale și centrale. Mulți țărani au fost uciși sau condamnați după înăbușirea revoltei. Pašić însuși, condamnat la moarte, a fugit și s-a refugiat în Bulgaria. Tensiunile din Timoc și prezența lui Pašić în Bulgaria au contribuit la izbucnirea scurtului Război Sârbo-Bulgar din noiembrie 1885. Sub pretextul evacuării unui pichet de grăniceri din zona de vărsare a Timocului în Dunăre, Serbia a atacat Bulgaria, care a reacționat rapid, oprind înaintarea sârbilor. 
Ultima expansiune teritorială a Serbiei în Timoc a avut loc în 1919, când, în urma Tratatului de la Neuilly sur Seine, au fost anexate de la Bulgaria mai multe teritorii, inclusiv o mică regiune situată între râul Timoc și Munții Balcani, denumită de bulgariTimoško, alcătuită din opt localități (șapte majoritar românești și una bulgărească). Această regiune a revenit temporar Bulgariei între 1941 și 1947.
La recensământul bulgăresc din 1924, în regiunea Vidin au fost înregistrați 42.184 de români.
Comunitățile românești din Serbia au continuat să publice ziarul „Vorba Noastră” la Zaječar, însă acesta a fost interzis în 1948, la fel ca ziarul bilingv „Bilten” din Požarevac. În aceeași perioadă, conform recensămintelor oficiale, numărul membrilor comunității românești a scăzut semnificativ, de la 93.444 de persoane în 1948 la 1.369 în 1961, sugerând un proces de asimilare forțată.
Majoritatea populației din Timoc, locuind în mediul rural, avea ca ocupații principale creșterea animalelor, negoțul cu lemne, vânătoarea și extragerea cărbunelui. După cel de-Al Doilea Război Mondial, zona a trecut printr-un proces rapid de industrializare. Au fost deschise mine de cupru și aur, iar o mare parte a populației locale, neavând studii, a fost angajată ca personal necalificat. Personalul calificat era adus din marile orașe, beneficiind de locuințe și diverse avantaje. Industrializarea rapidă a ridicat nivelul de trai, iar muncitorii au început să-și construiască locuințe și să investească în agricultură, achiziționând utilaje pentru a-și spori producția.

## Geografie

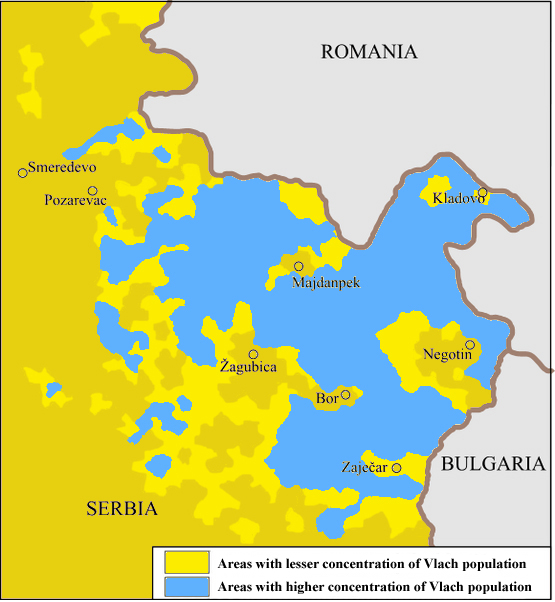
Arealul din estul Serbiei cu prezență a etnicilor români.

Regiunea Timoc este străbătută de râurile Timoc și Morava, ambii afluenți de dreapta ai Dunării. Cel mai mare oraș din zonă este Bor. La est de râul Timoc încep Munții Balcani (Haemus). Geografic, Valea Timocului este situată în sud-estul Serbiei, la granița cu Bulgaria. Administrativ, această regiune cuprinde părți din districtele Braničevo, Bor și Zaječar în Serbia și o parte din regiunea Vidin în Bulgaria.

## Demografie

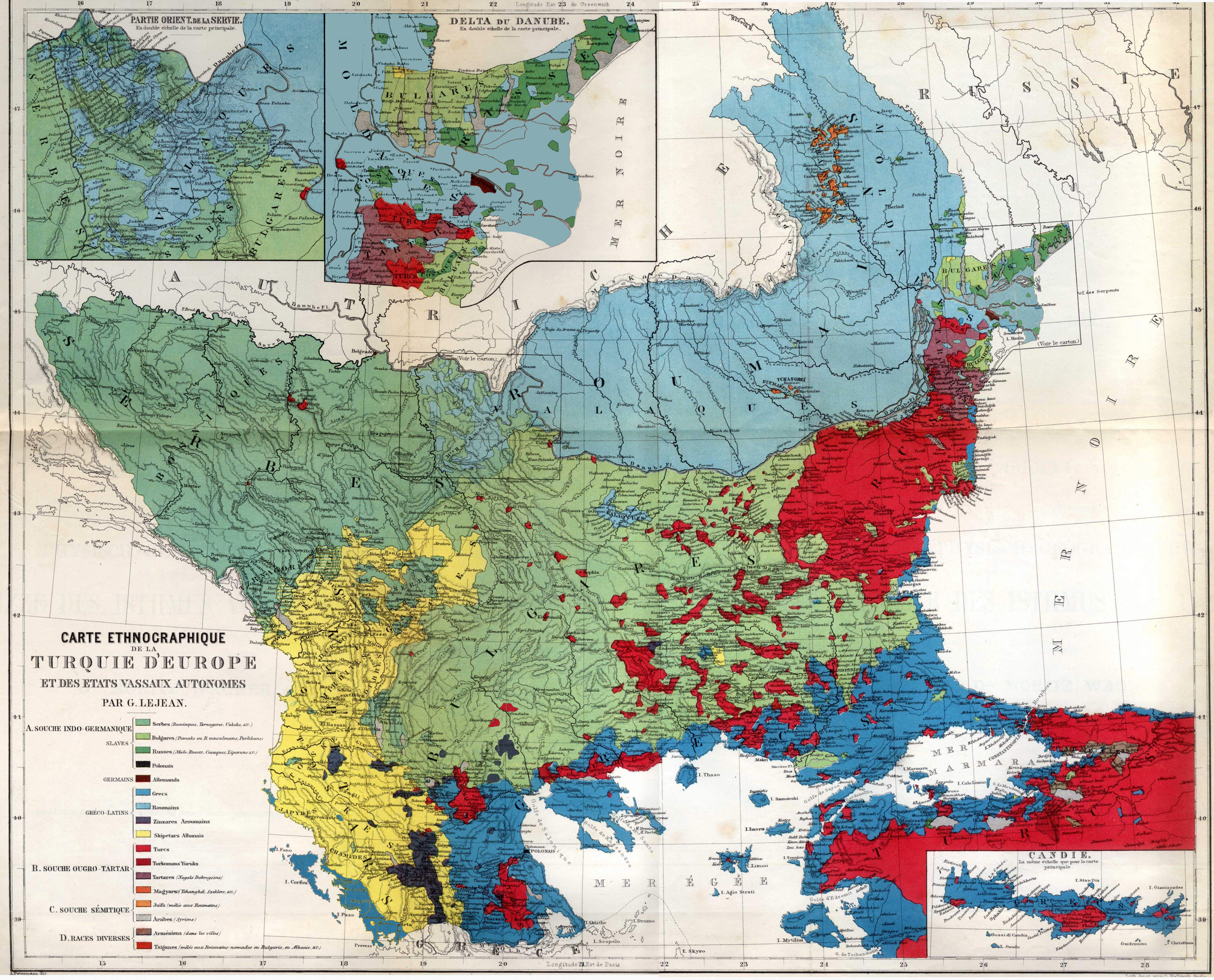
Harta etnică a Peninsulei Balcanice din 1861

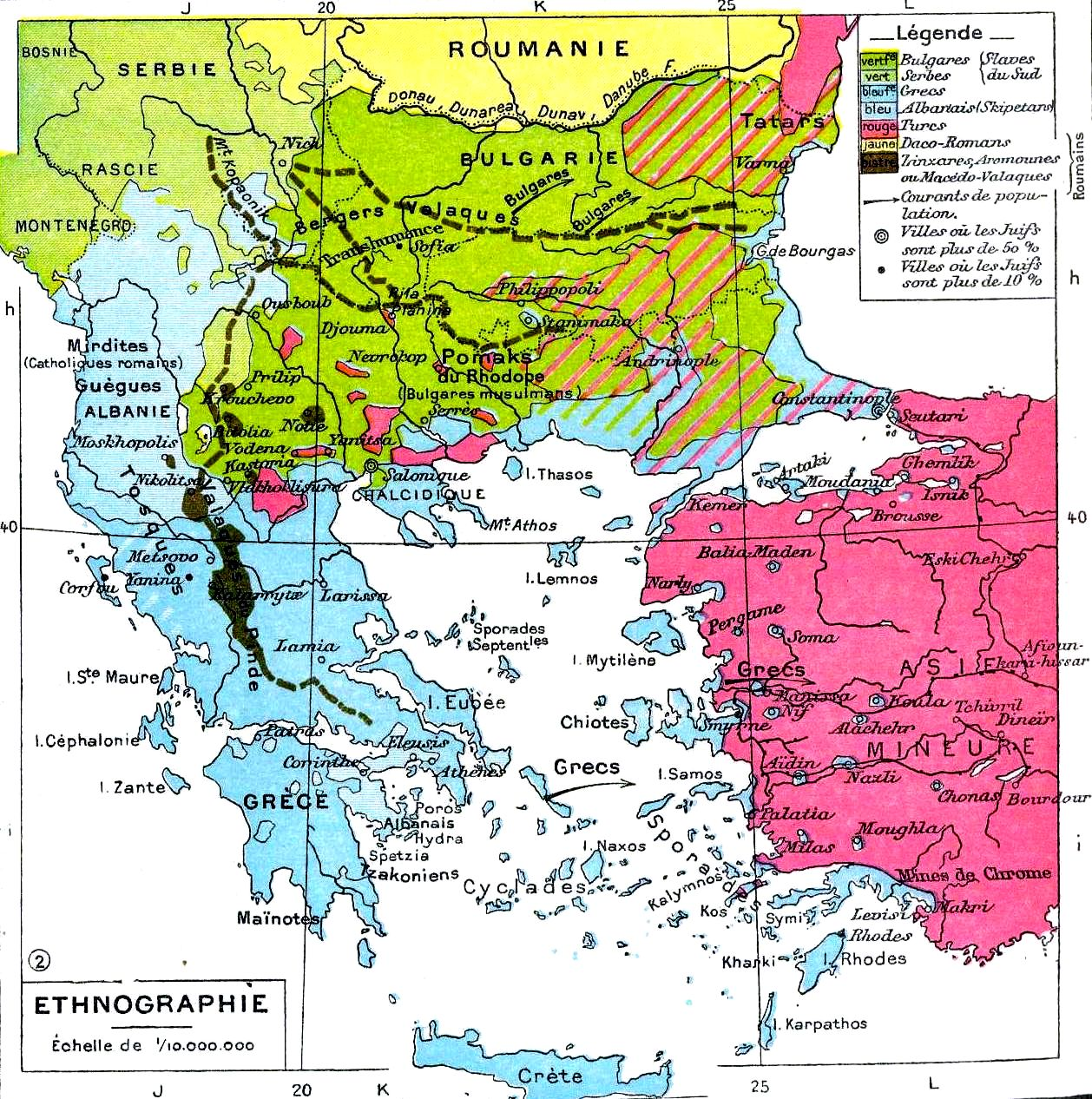
Harta etnică a Peninsulei Balcanice din 1898

### Serbia

Harta interferențelor etnice româno-sârbești în regiunea Dunării. Conform statisticii oficiale (anii 1930-1931)

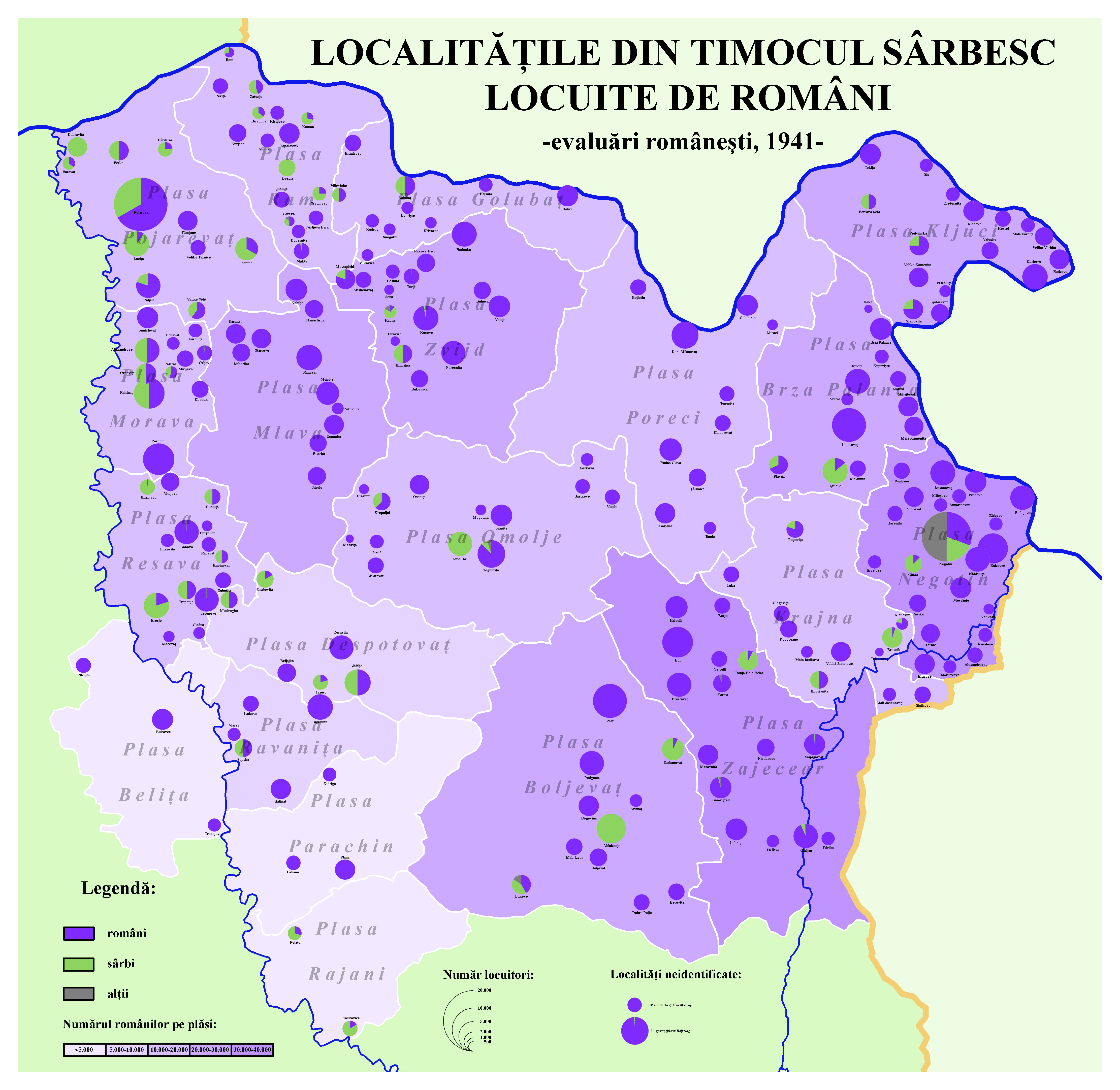
Harta localităților din Timocul sârbesc locuite de români, după evaluări românești din 1941. Harta are la bază datele culese de la prizonierii sârbi de origine română cantonați în Banat.

Conform recensământului sârbesc din 2011, Timocul sârbesc are o populație de 712.050 de locuitori. Majoritatea populației este oficial de etnie sârbă, însă există un grup semnificativ de români, denumiți în statisticile oficiale „vlahi” și „români”, care numără 35.330 de persoane (5,9%). Anumiți lingviști și organizații românești din estul Serbiei estimează numărul real al românilor la aproximativ 250.000 de persoane, bazându-se pe date istorice și pe sporul natural al populației.

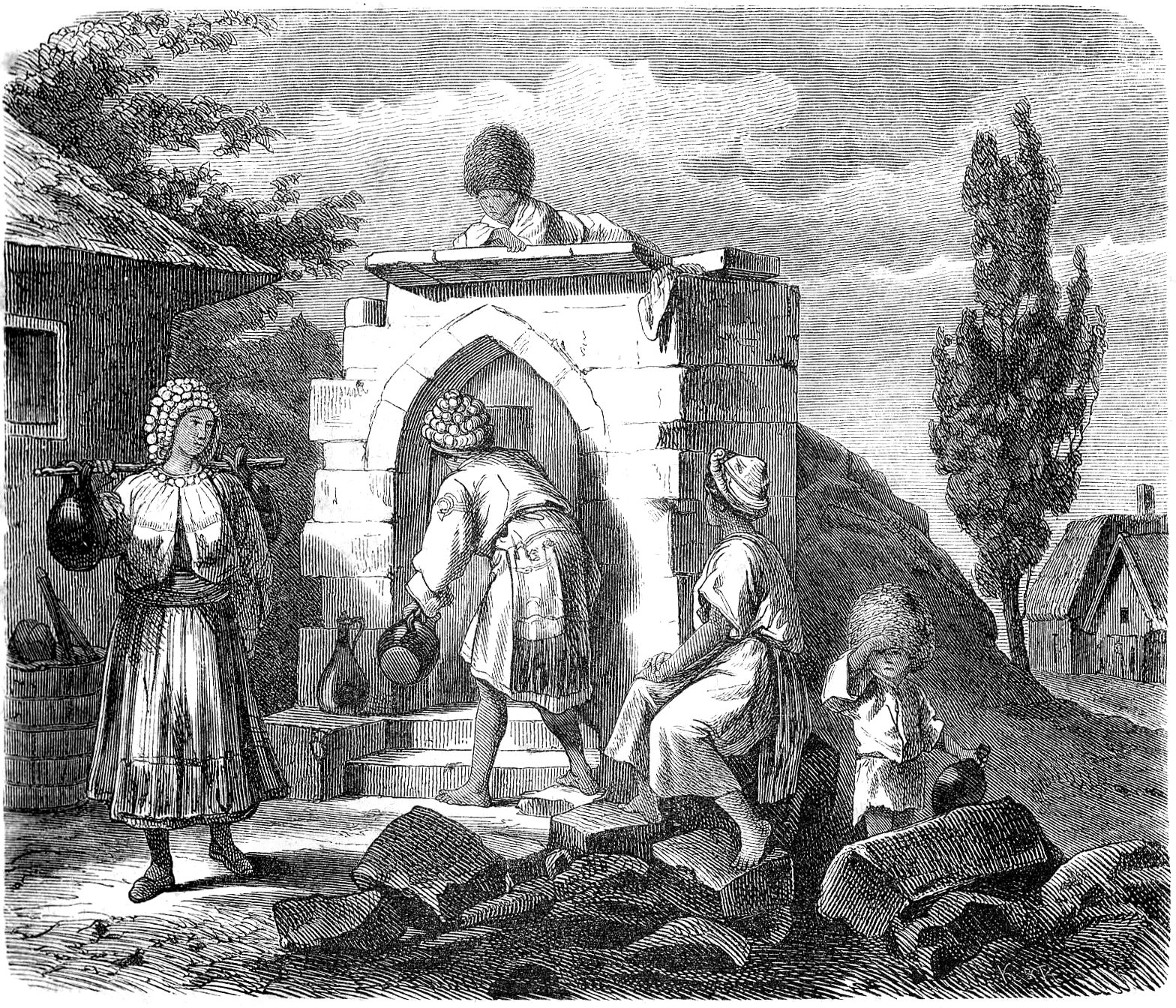
Români din satul Zdrelo (Serbia)

Vlahilor/românilor din Valea Timocului, vorbitori de limbă română, nu le sunt conferite drepturi culturale și educaționale adecvate. Conform recensământului din 2011, vlahii din Serbia numără aproximativ 35.330 de persoane, în timp ce 29.332 s-au declarat români, predominant în Voivodina. Statisticile și politica guvernului sârb fac distincția între „români” (prezenți mai ales în Voivodina) și „vlahi” (predominanți în Valea Timocului). În unele declarații oficiale, se recunoaște că „membri ai acestei populații au caracteristici asemănătoare cu cele românești, iar limba și folclorul indică o origine românească”. Cu toate acestea, se menține o diferențiere între cele două grupuri etnice. Conform recensământului din 2011, vlahii/românii constituie o minoritate semnificativă în comunele Kučevo (28,3%), Boljevac (26,7%), Zagubica (22,4%), Bor (18,2%), Majdanpek (12,2%), Petrovac (10,9%), Golubac (9,9%), Negotin (7,5%), Zaječar (4,8%).
În mass-media, în zona Timocului se recepționează posturi de radio din România, cu emisie din județul Mehedinți. În anii 2010, postul de radio Galaxy din acea zonă a abordat pe larg problemele românilor timoceni.

### Bulgaria

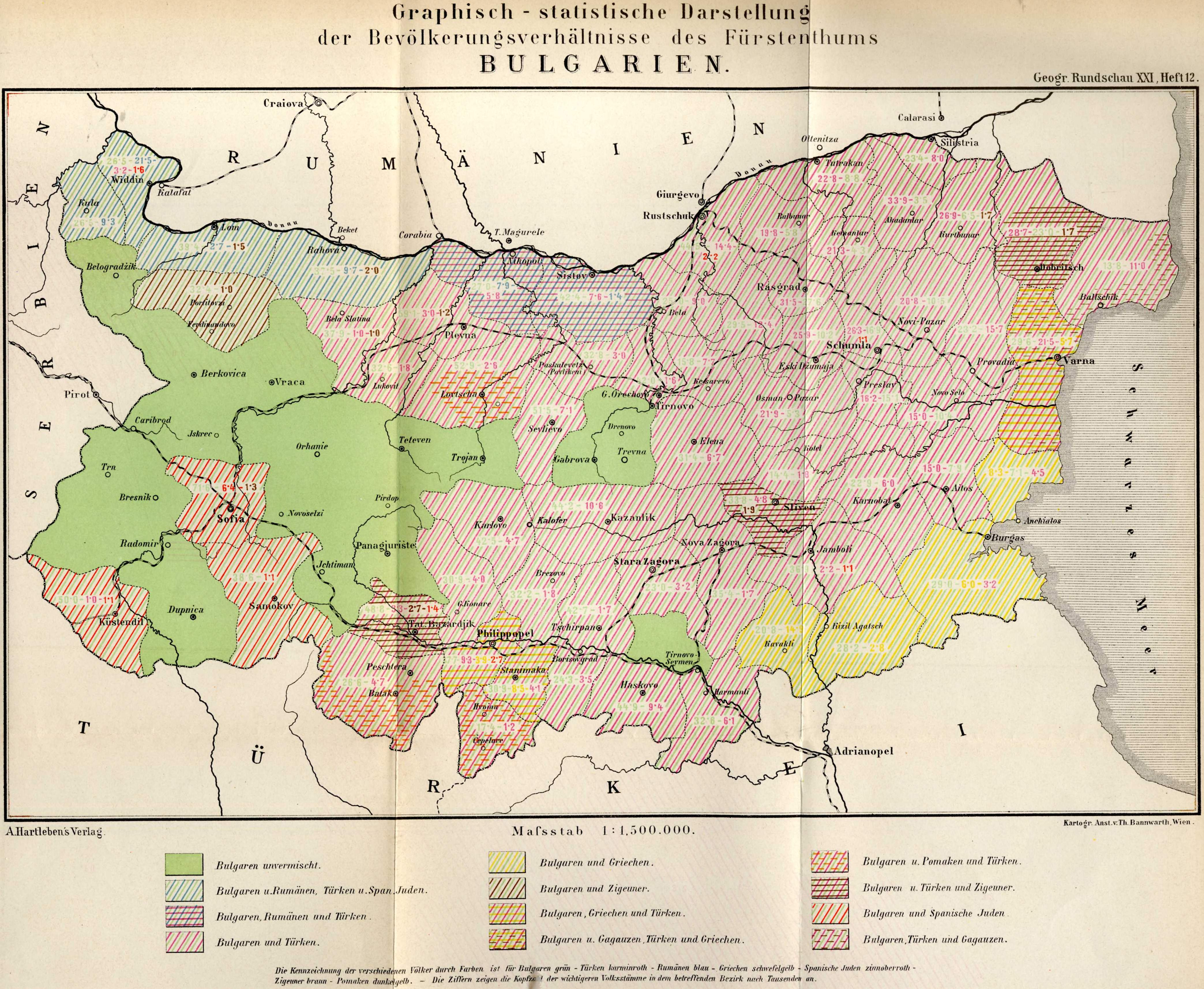
Structura etnică a Bulgariei conform recensămâtului din 1892

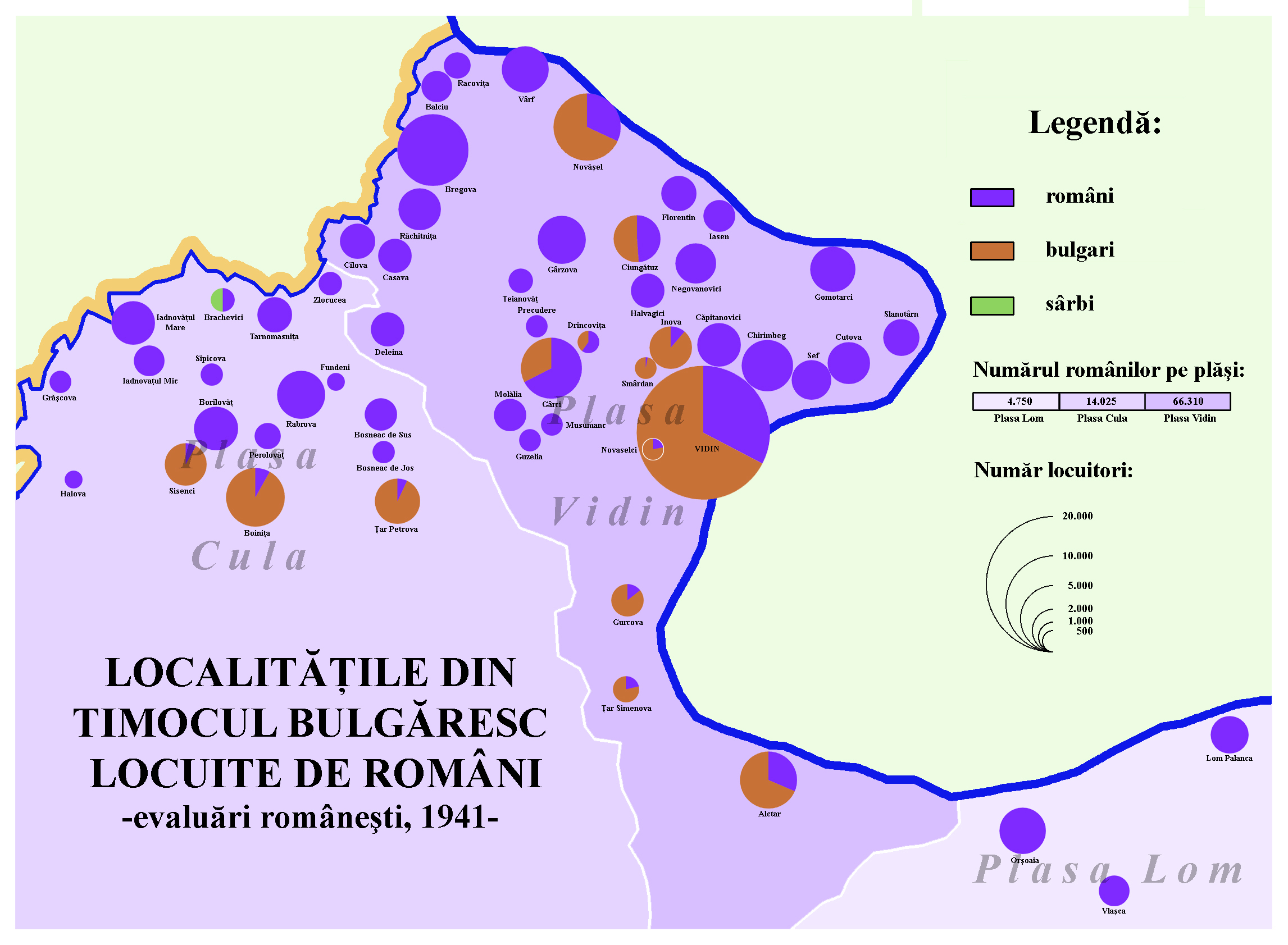
Harta localităților din Timocul bulgăresc locuite de români, din 1941.

Regiunea bulgară Vidin are o populație de 130.074 de locuitori, dintre care câteva mii sunt români. De exemplu, satul Gâmzova este populat aproape exclusiv de români și are câteva mii de locuitori. Și aici, drepturile românilor nu sunt pe deplin respectate, deși autoritățile bulgare au promis sprijin comunității românești în înființarea de școli și dezvoltarea mass-mediei. Totuși, aceste promisiuni nu s-au concretizat până în prezent. Din cauza lipsei învățământului în limba maternă, tot mai mulți copii nu mai vorbesc românește. În 2007, Bulgaria a aderat, împreună cu România, la Uniunea Europeană, ceea ce ar putea permite stabilirea unor legături mai strânse între comunitățile românești din cele două țări. De asemenea, podul Calafat-Vidin, inaugurat in 2013, ar putea spori legăturile dintre Timocul bulgăresc și România.

#### Despre Timocul sârbesc
- Cum a devenit Timocul o prioritate pentru România Arhivat în 4 noiembrie 2011, la Wayback Machine., 3 noiembrie 2011, Sabina Fati, România liberă
- Federația Rumânilor din Sârbie Arhivat în 27 septembrie 2007, la Wayback Machine. (în engleză Arhivat în 22 decembrie 2008, la Wayback Machine.)
- Biserica Mălăinița, singurul lăcaș de cult unde se aude vorba românească[nefuncțională]
, 6 ianuarie 2007, Sorin Ghica, România liberă
- Patriarhia i-a abandonat pe romanii din Valea Timocului[nefuncțională]
, 17 iunie 2006, Ion Zubascu, România liberă
- Otilia Hedeșan: Timocenii (documente pentru identitate) capitolul 1; capitolul 2 Arhivat în 26 septembrie 2007, la Wayback Machine.
- Românii din Timoc strigă după ajutor Arhivat în 29 ianuarie 2009, la Wayback Machine.
- Romani cu vize pentru Romania[nefuncțională]
, 29 decembrie 2006, Sorin Ghica, România liberă
- Raport legat de drepturile românilor din Serbia (engl.)
- Valea Timocului - A doua biserică românească Arhivat în 2 aprilie 2012, la Wayback Machine., 25 august 2005, Ana Maria Luca, Jurnalul Național
- Românii din Banatul sârbesc în perioada interbelică (cu referiri și la cei din Timoc) Arhivat în 17 februarie 2008, la Wayback Machine.
- Limba lui care o lasă, blăstămat să fie-n casă Arhivat în 31 martie 2012, la Wayback Machine., 9 noiembrie 2006, Carmen Plesa, Alex Nedea, Jurnalul Național
- Portile de Fier - Stramutati in tara altora Arhivat în 25 februarie 2012, la Wayback Machine., 10 noiembrie 2006, Carmen Plesa, Alex Nedea, Jurnalul Național
- Acolo unde saracii satului sunt altii Arhivat în 31 martie 2012, la Wayback Machine., 9 noiembrie 2006, Carmen Plesa, Alex Nedea, Jurnalul Național
- 1941: Românii din Timoc cer alipirea cu Patria mumă[nefuncțională – arhivă]
, Dana Honciuc, Historia
- Observatorul: Din culisele Conferinței de pace de la Paris
- Acord româno-iugoslav referitor la recunoașterea apartenenței vlahilor din Valea Timocului la minoritatea românească Arhivat în 28 septembrie 2007, la Wayback Machine.
- Ion Gherman - Românii din Valea Timocului (românii timoceni)
- Românii timoceni din Serbia dau în judecată Guvernul de la Belgrad[nefuncțională]
, 21 martie 2007, Gardianul
- O investiție românească în Serbia - intâmpinată cu agresivitate Arhivat în 30 septembrie 2007, la Wayback Machine.
- Românii din Serbia invață românește Arhivat în 30 septembrie 2007, la Wayback Machine.
- Costume populare românești și sârbești din Timoc Arhivat în 30 septembrie 2007, la Wayback Machine.
- Românii din Timoc – Serbia – încântați de mânăstirile din Vâlcea
- "Românii din Serbia" în revista Geopolitica Arhivat în 28 septembrie 2007, la Wayback Machine.
- Romanii din Valea Timocului, recunoscuti drept minoritate nationala Arhivat în 8 octombrie 2012, la Wayback Machine., 16 august 2007, Cristina Darmina Iamandi, România liberă
- Reportaj despre români timoceni emigrați în statele scadinave Arhivat în 2 martie 2008, la Wayback Machine., 5 aprilie 2003, Curierul Național
- Romanii din Voivodina si Timoc la inceputul mileniului III Arhivat în 22 august 2014, la Wayback Machine., 1 martie 2003, Curierul Național
- “Vlahii niciodată n-au fost români”- susțin “specialiștii” de la revista sârbă Timocka Revija-Crimi Arhivat în 2 martie 2008, la Wayback Machine., 12 iulie 2003, Curierul Național
- Valentin Hossu Longin - Sa nu-i uităm, pe cei... uitați! Arhivat în 5 aprilie 2012, la Wayback Machine., 25 ianuarie 2003, Curierul Național
- Copiii românilor din Valea Timocului, in tabără în România Arhivat în 2 martie 2008, la Wayback Machine., 6 august 2003, Curierul Național
- Protest împotriva atacurilor anti-românești din Serbia Arhivat în 17 octombrie 2007, la Wayback Machine., 24 octombrie 2003, Curierul Național
- Copii ai fraților timoceni, în tabără la Timișoara Arhivat în 2 martie 2008, la Wayback Machine., 19 iulie 2003, Curierul Național
- Reprezentantul Consiliului Europei a fost in Valea Timocului[nefuncțională]
, 26 septembrie 2007, România liberă
- Crucea românilor din Timoc Arhivat în 26 februarie 2021, la Wayback Machine.
- În Timoc s-au pus piatra de temelie a celei de-a patra biserici românești Arhivat în 2 martie 2008, la Wayback Machine.
- Festivalul romanilor din Valea Timocului[nefuncțională]
, 2 mai 2008, Ziua
- "Invatam singuri romaneste" Arhivat în 9 mai 2008, la Wayback Machine.
- Teorii antiromânești: vlahismul și moldovenismul Arhivat în 9 februarie 2019, la Wayback Machine.
- Raport pentru românii timoceni Arhivat în 13 august 2020, la Wayback Machine.
- VIDEO Serbia: Atacuri armate impotriva liderilor comunitatii romanesti din Timoc si Voivodina - Diaspora, 20 decembrie 2011, V. M., R. P., HotNews.ro

#### Despre Timocul bulgăresc
- Romanii din Bulgaria Arhivat în 2 martie 2008, la Wayback Machine.
- 35 de sate de romani de "mana a doua"[nefuncțională]
 - reportaj din regiunea Vidin, 2 noiembrie 2006, Anca Aldea, Jurnalul Național
- Romana, limba de circulatie internationala Arhivat în 28 iulie 2012, la Wayback Machine., 1 noiembrie 2006, Ioana Alexandra Raduca, Jurnalul Național
- Limba romana moare pe malul bulgaresc Arhivat în 28 iulie 2012, la Wayback Machine., 31 octombrie 2006, Alex Nedea, Ionela Gavriliu, Jurnalul Național
- Oltenii din Bulgaria - reportaj din regiunea Vidin, 15 ianuarie 2007, Evenimentul zilei
- Coloniștii români timoceni din Cadrilater Arhivat în 6 martie 2008, la Wayback Machine.
- Articol despre mănăstirea Bacikovo Arhivat în 1 martie 2008, la Wayback Machine. (cu referiri importante și la românii timoceni)
- Zilele folclorului românesc în Bulgaria Arhivat în 2 martie 2008, la Wayback Machine., 6 septembrie 2003, Curierul Național